# Пятницкий, Лев Николаевич
Лев Николаевич Пятницкий (2.08.1930 - 24.03.2021) — советский и российский физик, лауреат Государственной премии СССР.

## Биография
Родился 2 августа 1930 г.
Окончил МГУ (1953). Распределён в Энергетический институт им. Г. М. Кржижановского, после окончания аспирантуры защитил кандидатскую диссертацию (1963). В тот период научная деятельность была посвящена изучению кинетики гомогенных и гетерогенных реакций и процессов перехода нормального горения в детонацию, регистрации быстропротекающих процессов и визуализации неоднородности оптической плотности в газовых потоках, для чего создал первую электронно-оптическую камеру с линейной и кадровой развёрткой.
С 1972 г. работал в Институте высоких температур АН СССР (РАН): научный сотрудник, зав. лабораторией, зав. отделом.
Скончался 24 марта 2021 года. Кремирован на Хованском кладбище.
Доктор физико-математических наук, профессор.

## Награды и премии
Лауреат Государственной премии СССР (1986, в составе коллектива) — за цикл работ «Создание методов лазерной диагностики и исследование высокотемпературной плазмы в физическом эксперименте» (1963—1984).
Заслуженный деятель науки Российской Федерации (2001).

## Из библиографии
Докторская диссертация
- Физические принципы и методы лазерной диагностики низкотемпературной плазмы на основе интерферометрии и рассеяния : диссертация … доктора физико-математических наук : 01.04.08. — Москва, 1976. — 310 с. : ил. + Прил. (36 с.: ил.).

Книги
- Волновые бесселевы пучки / Л. Н. Пятницкий. — Москва : Физматлит, 2012. — 407 с. : ил., табл.; 23 см. — (Фундаментальная и прикладная физика).; ISBN 978-5-9221-1318-2
- Уравнение Навье-Стокса и турбулентные пульсации / Л. Н. Пятницкий. — Москва : Граница, 2006. — 185, [2] с. : ил., табл.; 22 см; ISBN 5-94691-235-6
- Лазерная диагностика плазмы / Л. Н. Пятницкий. — Москва : Атомиздат, 1976. — 424 с. : ил.; 22 см.
- Природа турбулентности и обратная задача / Л. Н. Пятницкий. — Москва : URSS, cop. 2013. — 185, [2] с. : ил., табл.; 22 см; ISBN 978-5-9710-0804-0
- Безопасность дорожного движения глазами физика / Л. Н. Пятницкий. — Москва : URSS, 2013. — 140 с. : ил., табл.; 21 см. — (Науку-всем! Шедевры научно-популярной литературы. Физика; Вып. 71).; ISBN 978-5-397-04015-0
- Математическое обеспечение АСНИ ИВТАН / Л. Н. Пятницкий, М. Б. Лименис. — М. : ИВТАН, 1989. — 142 с. : ил.; 20 см. — (Препр. АН СССР, Ин-т высок. температур; N 8-260).